# Platytaeniodus
Genre
Platytaeniodus est un genre de poissons de la famille des Cichlidae.

## Liste des espèces
Selon ITIS (2 fev. 2016) :
- Platytaeniodus degeni Boulenger, 1906

FishBase (2 fev. 2016) ne reconnaît pas ce genre et place son unique espèce dans le genre Haplochromis.